# Научнофантастични филм
Научнофантастични филм је филмски жанр који користи спекулативну, научно-засновану представу феномена који нису нужно прихваћени од науке. Као што су ванземаљски облици живота, ванземаљски светови или путовање кроз време, често са технолошким елементима као што су футуристички свемирски бродови, роботима или осталим технологијама. Научно-фантастични филмови су често били коришћени за изношење коментара на политичке или социјалне проблеме и за истраживање филозофских питања као што је стање човека.